# Ponte Tura
Il ponte Tura è una struttura situata a Grosseto, in Toscana.
Il ponte monumentale a sette archi si trova a San Martino, all'estremità orientale della periferia urbana di Grosseto, a pochi metri dalla diga della Steccaia, che permette la deviazione delle acque del fiume Ombrone nel canale diversivo che qui ha origine. Chiusa nel 1979, la struttura versa in condizioni di abbandono, mentre una parte dell'edificio ospita un centro di recupero tossicodipendenti. Nei pressi di ponte Tura ha origine anche il fosso Beveraggio.

## Storia
Un primo "ponte tappo" a tre luci, che permetteva la regolazione delle acque dell'Ombrone deviate in un canale diversivo tramite una diga in località Bucacce, venne realizzato tra il 1828 e il 1830 sotto la direzione dell'ingegnere Alessandro Manetti, quando venne avviata la bonifica per colmata della piana di Grosseto da parte del granduca Leopoldo II di Lorena. L'obiettivo era quello di trasportare, tramite il canale che qui aveva inizio, i sedimenti e le acque limacciose del fiume all'interno della palude dell'ex lago Prile, andando a riempire il terreno per renderlo fertile e coltivabile. Il nome "tura" è dovuto proprio alla sua funzione di regolatore dell'afflusso dell'acqua.
La struttura del ponte era in origine molto semplice e poteva essere chiuso tramite paratie di legno, fango e paglia. Ulteriori sistemazioni avvennero nella seconda metà del XIX secolo, ma soltanto nei primi anni del secolo successivo venne realizzata la struttura monumentale del ponte. Il ponte Tura, a sette archi, venne edificato in stile neoclassico tra il 1905 e il 1914, su progetto di Giuseppe Botto, ingegnere capo e ispettore superiore del genio civile di Grosseto, e fu ultimato nel 1924 con l'inaugurazione di una centralina elettrica per il movimento degli ingranaggi delle cateratte. Il 10 maggio 1930 il ponte Tura ricevette la visita di Benito Mussolini.
Nel secondo dopoguerra, una volta terminata la bonifica del padule, l'utilità del ponte Tura e del canale diversivo iniziò a essere messa in discussione. Si pensò di impiegare il canale come "svuotatore" nel caso di un'alluvione, ma in seguito a una piena del 1977 che finì col mettere seriamente in pericolo l'area dell'ospedale alla Sugherella, venne deciso il suo interramento. Nel 1979 venne costruito a monte del ponte Tura un "argine tappo" e le cateratte finirono con l'essere murate.
All'inizio degli anni novanta l'edificio annesso al ponte, ex casa del custode, venne assegnato al CEIS di Mario Picchi per il recupero e il reinserimento sociale dei tossicodipendenti. La struttura del ponte rimase abbandonata e, nonostante vari progetti presentati per la sua trasformazione in museo per un parco delle bonifiche, versa in condizioni di degrado.